# Józef Nasiadka
Józef Nasiadka (ur. 15 stycznia 1960 w Radłowie) – generał brygady SZ RP, doktor nauk wojskowych, inżynier. 
Absolwent Wojskowej Akademii Technicznej im. Jarosława Dąbrowskiego w Warszawie z 1984 oraz Podyplomowych Studiów Polityki Obronnej w Akademii Obrony Narodowej w Rembertowie z 2005. W 1997 uzyskał stopień naukowy doktora nauk wojskowych w Akademii Obrony Narodowej. Zawodową służbę wojskową rozpoczął w 1984 na stanowisku dowódcy obsługi aparatowni w 1 Brygadzie Radiotechnicznej. Następnie zajmował kolejno stanowiska służbowe w: 1 Brygadzie Radiotechnicznej, Dowództwie Wojsk Lotniczych i Obrony Powietrznej oraz Dowództwie Sił Powietrznych. Od sierpnia 2005 do lipca 2007 dowodził 3 Brygadą Radiotechniczną we Wrocławiu. W listopadzie 2007 mianowany na stopień generała brygady. Pełnił służbę na stanowisku Szefa Wojsk Radiotechnicznych Sił Powietrznych. Następnie był Szefem Zarządu Planowania Systemów Dowodzenia i Łączności Sztabu Generalnego WP.

## Ordery i odznaczenia
- Wojskowy Krzyż Zasługi (2012)[2]